# Geneva Open 2019
Geneva Open 2019, oficiálním názvem Banque Eric Sturdza Geneva Open 2019, byl tenisový turnaj pořádaný jako součást mužského okruhu ATP Tour, který se odehrával v areálu Tennis Club de Genève na otevřených antukových dvorcích. Probíhal mezi 19. až 25. květnem 2019 ve švýcarské Ženevě jako sedmnáctý ročník obnoveného turnaje.
Turnaj s rozpočtem 586 140 eur patřil do kategorie ATP Tour 250. Nejvýše nasazeným hráčem ve dvouhře se stal pátý tenista světa Alexander Zverev z Německa. Jako poslední přímý účastník do hlavní singlové soutěže nastoupil 87. hráč žebříčku Němec Peter Gojowczyk.
Obě soutěže vyhráli nejvýše nasazení. Jedenáctý singlový titul na okruhu ATP Tour vybojoval 22letý Němec Alexander Zverev, jenž ve finále odvrátil dva mečboly a připsal si první trofej v probíhající sezóně. Šestou společnou trofej ze čtyřhry okruhu ATP si odvezl rakousko-chorvatský pár Oliver Marach a Mate Pavić.

## Rozdělení bodů a finančních odměn

### Rozdělení bodů
| Soutěž  | vítězové | finalisté | semifinalisté | čtvrtfinalisté | 16 v kole | 32 v kole | Q  | Q2 | Q1 |
| ------- | -------- | --------- | ------------- | -------------- | --------- | --------- | -- | -- | -- |
| dvouhra | 250      | 150       | 90            | 45             | 20        | 0         | 12 | 6  | 0  |
| čtyřhra | 250      | 150       | 90            | 45             | 0         | —         | —  | —  | —  |

### Finanční odměny
| Soutěž                              | vítězové | finalisté | semifinalisté | čtvrtfinalisté | 16 v kole | 32 v kole | Q2     | Q1     |
| ----------------------------------- | -------- | --------- | ------------- | -------------- | --------- | --------- | ------ | ------ |
| dvouhra                             | €90 390  | €48 870   | €26 990       | €15 335        | €8 815    | €5 285    | €2 555 | €1 280 |
| čtyřhra                             | €29 650  | €16 200   | €8 240        | €4 710         | €2 760    | —         | —      | —      |
| částka ve čtyřhře je uvedena na pár |          |           |               |                |           |           |        |        |

## Mužská dvouhra

### Nasazení
| Stát                           | Hráč             | ATP | Nasazení |
| ------------------------------ | ---------------- | --- | -------- |
| Německo                        | Alexander Zverev | 5.  | 1.       |
| Švýcarsko                      | Stan Wawrinka    | 29. | 2.       |
| Chile                          | Cristian Garín   | 35. | 3.       |
| Maďarsko                       | Márton Fucsovics | 37. | 4.       |
| Moldavsko                      | Radu Albot       | 44. | 5.       |
| Francie                        | Adrian Mannarino | 50. | 6.       |
| Austrálie                      | Matthew Ebden    | 54. | 7.       |
| Itálie                         | Andreas Seppi    | 65. | 8.       |
| Žebříček ATP k 13. květnu 2019 |                  |     |          |

### Jiné formy účasti
Následující hráči obdrželi divokou kartu do hlavní soutěže:
- Feliciano López
- Janko Tipsarević
- Stan Wawrinka

Následující hráči postoupili z kvalifikace:
- Grigor Dimitrov
- Damir Džumhur
- Lorenzo Sonego
- Bernabé Zapata Miralles

### Odhlášení
před zahájením turnaje
- Matteo Berrettini → nahradil jej  Denis Kudla
- Laslo Djere → nahradil jej  Albert Ramos-Viñolas
- Fabio Fognini → nahradil jej  Alexander Zverev
- Robin Haase → nahradil jej  Mischa Zverev
- Malek Džazírí → nahradil jej  Federico Delbonis
- Philipp Kohlschreiber → nahradil jejy  Peter Gojowczyk
- Daniil Medveděv → nahradil jej  Taró Daniel
- Jaume Munar → nahradil jej  Cristian Garín
- Guido Pella → nahradil jej  Nicolás Jarry

## Mužská čtyřhra

### Nasazení
| Stát                                                                                    | Hráč              | Stát        | Hráč          | ATP  | Nasazení |
| --------------------------------------------------------------------------------------- | ----------------- | ----------- | ------------- | ---- | -------- |
| Rakousko                                                                                | Oliver Marach     | Chorvatsko  | Mate Pavić    | 25.  | 1.       |
| USA                                                                                     | Austin Krajicek   | Nový Zéland | Artem Sitak   | 71.  | 2.       |
| Nový Zéland                                                                             | Marcus Daniell    | Japonsko    | Ben McLachlan | 87.  | 3.       |
| Mexiko                                                                                  | Santiago González | Pákistán    | Ajsám Kúreší  | 107. | 4.       |
| Žebříček ATP k 13. květnu 2019; číslo je součtem žebříčkového postavení obou členů páru |                   |             |               |      |          |

### Jiné formy účasti
Následující páry obdržely divokou kartu do hlavní soutěže:
- Marc-Andrea Hüsler /  Florin Mergea
- Johan Nikles /  Nenad Zimonjić

### Odhlášení
v průběhu turnaje
- Federico Delbonis
- Cristian Garín

## Přehled finále

### Mužská dvouhra
- Alexander Zverev vs.  Nicolás Jarry, 6–3, 3–6, 7–6(10–8)

### Mužská čtyřhra
- Oliver Marach /  Mate Pavić vs.  Matthew Ebden /  Robert Lindstedt, 6–4, 6–4